# 数学ブレイクスルー賞
数学ブレイクスルー賞（すうがくブレイクスルーしょう、Breakthrough Prize in Mathematics）は、2014年に創設されたブレイクスルー賞の一部門の学術賞。
ユーリ・ミルナーの提唱により創設され、非営利団体「数学ブレイクスルー賞財団 (Breakthrough Prize in Mathematics Foundation) 」により毎年授与されており、賞金は300万ドルである。
ノーベル賞に数学部門がないこともあって、数学界では長らくフィールズ賞が最高権威の賞とされてきたが、これには40歳以下という年齢制限があり、賞金規模もノーベル賞には遠く及ばないものである。しかし近年ではクラフォード賞、ミレニアム賞、アーベル賞そして本賞と、優れた数学研究に高額賞金を与える学術賞が次々と創設されている。特にアーベル賞と本賞は、受賞者の年齢にかかわらず全ての数学研究を対象に毎年授与される点で比較的ノーベル賞に近い性格を有している。

## 受賞者
- 2015年
  - サイモン・ドナルドソン
  - マキシム・コンツェビッチ
  - ジェイコブ・ルーリー
  - テレンス・タオ
  - リチャード・テイラー
- 2016年 - イアン・アゴル
- 2017年 - ジャン・ブルガン
- 2018年 - クリストファー・ハコン、ジェームズ・マッカーナン
- 2019年 - ヴァンサン・ラフォルグ
- 2020年 - アレックス・エスキン
- 2021年 - マルティン・ハイラー
- 2022年 - 望月拓郎[1][2]
- 2023年 - ダニエル・スピールマン
- 2024年 - サイモン・ブレンドル
- 2025年 - デニス・ゲイツゴリ[3]

## 数学ニューホライズン賞
New Horizons in Mathematics Prizeは若手の研究者に授与される賞。賞金総額10万ドル。
- 2016年
  - Larry Guth
  - André Arroja Neves
  - ペーター・ショルツェ(辞退)
- 2017年
  - Mohammed Abouzaid
  - ユーゴー・デュミニル＝コパン
  - Benjamin Elias、 Geordie Williamson
- 2018年
  - Aaron Naber
  - マリナ・ヴィヤゾフスカ
  - Zhiwei Yun、Wei Zhang
- 2019年
  - Chenyang Xu
  - カリム・アディプラシト、許埈珥
  - Kaisa Matomäki、Maksym Radziwill
- 2020年
  - Tim Austin
  - Emmy Murphy
  - Xinwen Zhu
- 2021年
  - Bhargav Bhatt
  - Aleksandr Logunov
  - Song Sun
- 2022年
  - Aaron Brown
  - Sebastian Hurtado Salazar
  - Jack Thorne
  - Jacob Tsimerman
- 2023年
  - Ana Caraiani
  - Ronen Eldan
  - ジェームズ・メイナード
- 2024年
  - Roland Bauerschmidt
  - Michael Groechenig
  - Angkana Rüland
- 2025年[3]
  - Ewain Gwynne
  - John Pardon
  - Sam Raskin

## マリアム・ミルザハニ・ニューフロンティア賞
優れた女性数学者を称えるために設立された賞で、博士号取得後2年以内の女性を対象としている。 この賞は、フィールズ賞受賞者であり、スタンフォード大学の教授であったマリアム・ミルザハニ氏の功績を称えて名付けられた。 受賞者には5万ドルが授与され、毎年最大3名まで選出される。
- 2021年
  - Nina Holden
  - Urmila Mahadev
  - Lisa Piccirillo
- 2022年
  - Sarah Peluse
  - Hong Wang
  - Yilin Wang
- 2023年
  - Maggie Miller
  - Jinyoung Park
  - Vera Traub
- 2024年
  - Hannah Larson
  - Laura Monk
  - 山下真由子
- 2025年[3]
  - Si Ying Lee
  - Rajula Srivastava
  - Ewin Tang